# フーゴ・コルベルク

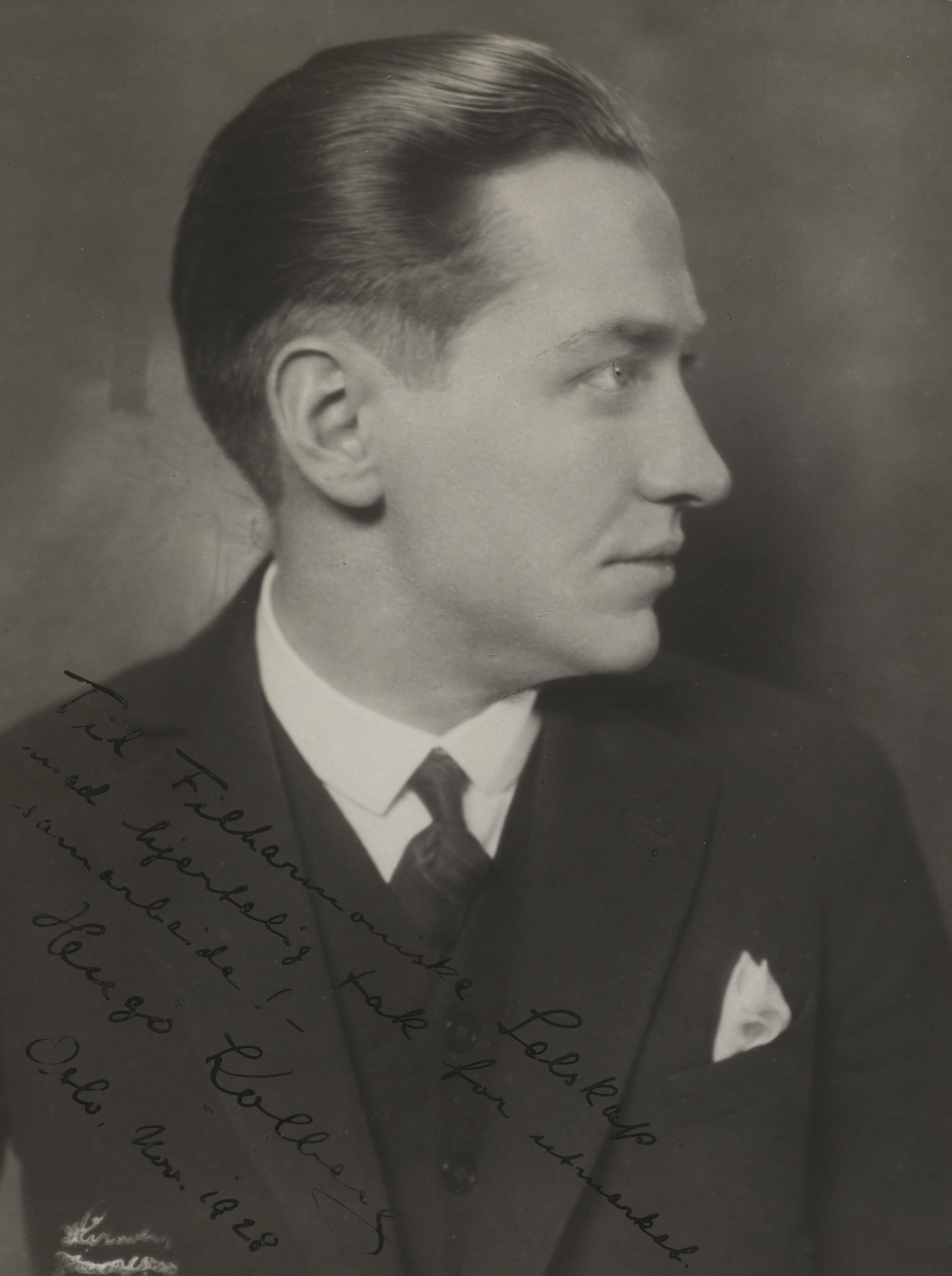
フーゴ・コルベルク (1925年)

フーゴ・コルベルク（Hugo Kolberg、1898年8月29日 - 1979年2月27日）は、ポーランドのワルシャワ生まれのヴァイオリニストである。
1921年に19歳でオスロ・フィルハーモニー管弦楽団のコンサートマスターに就任。その後、パリ、コペンハーゲンのオーケストラのコンサートマスター経て、1931年、ベルリン・フィルハーモニー管弦楽団のコンサートマスターに就任する。1939年に米国に移住。1940年から1941年シーズンにはフリッツ・ライナーの下でピッツバーグ交響楽団のコンサートマスターに就任。1941年から1942年シーズンはクリーブランド管弦楽団のコンサートマスター。1942年から1944年のシーズンには、メトロポリタン歌劇場管弦楽団のコンサートマスター。1946年から1949年には、再びピッツバーグ交響楽団のコンサートマスターを務めた。その後、1959年から1962年まで、再びベルリン・フィルハーモニー管弦楽団のコンサートマスターを務め上げ、引退後はシカゴ音楽大学などでヴァイオリンを教え、1979年2月27日にニューヨークで没した。